# MG 3
MG3 — автомобіль класу суперміні виробництва SAIC Motor в рамках марки MG, у двох поколіннях починаючи з 2008 року.

## Перше покоління (2008–2013)

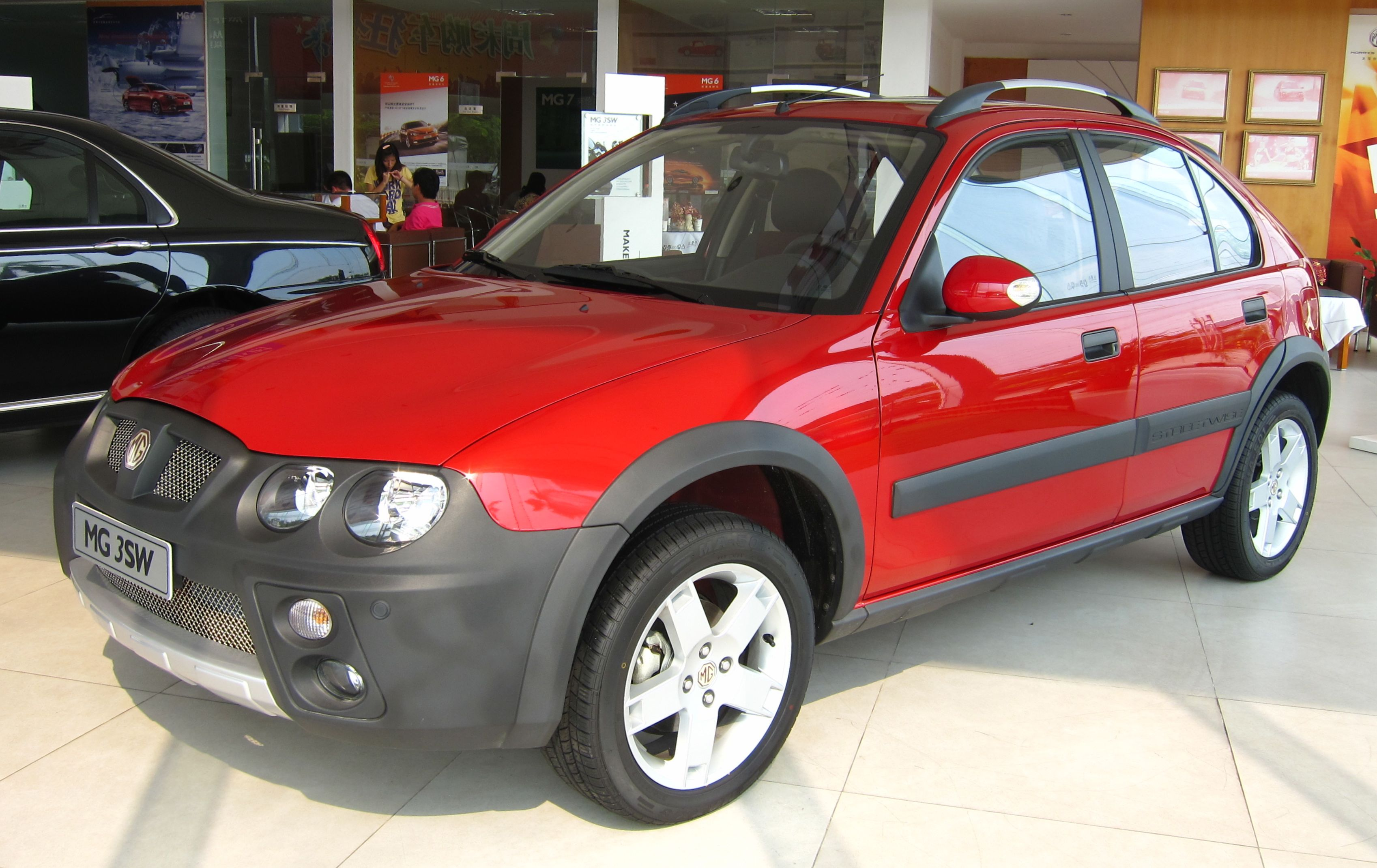
MG3 SW

Перше покоління MG3 SW, по суті аналог Rover Streetwise, виробництво якого припинили в квітні 2005 року після банкрутства попередника організації MG Rover. Виробництво моделі почалося в 2008 році компанією SAIC на китайському заводі в Pukou, Нанкін.
Продажі MG3 SW відбуваються тільки на китайському ринку.

### Двигун
- 1.4 L N/K-Series I4 103 к.с. 123 Нм

## Друге покоління (2011–2024)

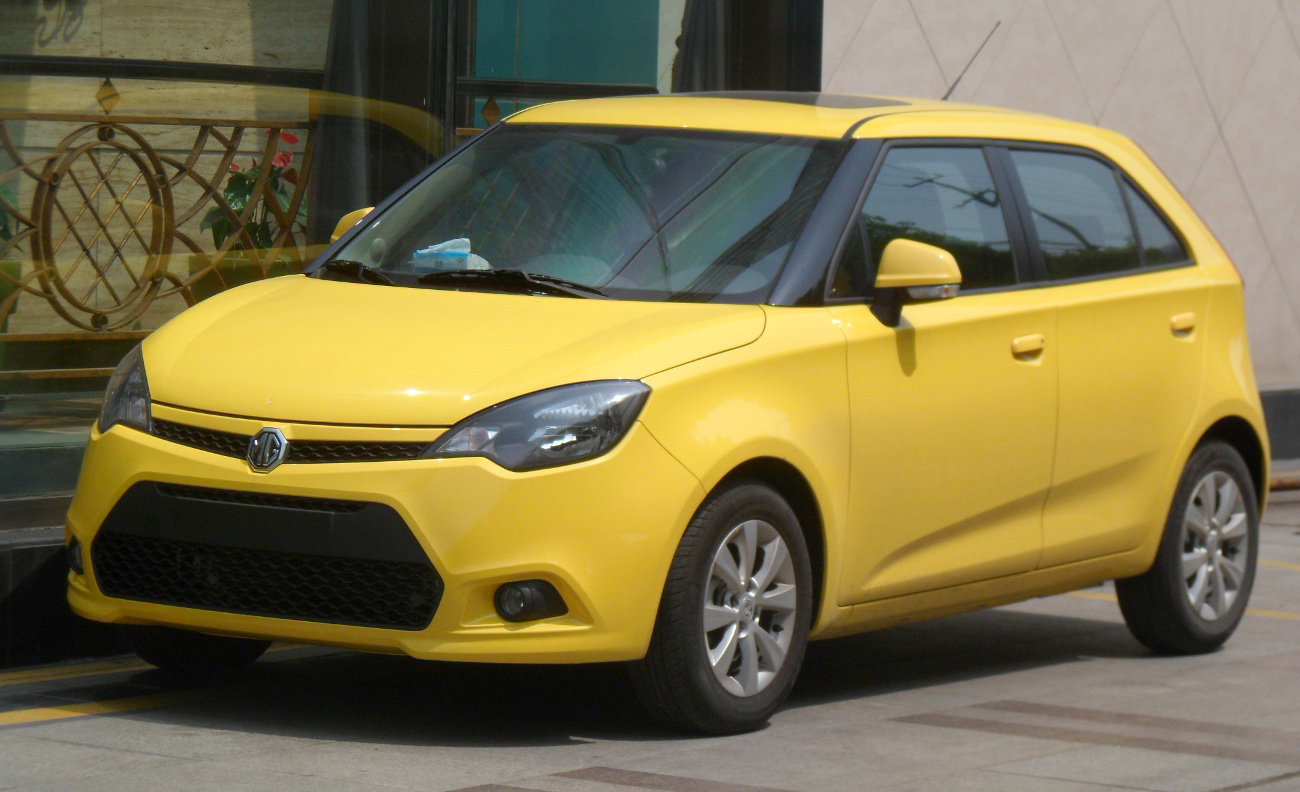
MG 3

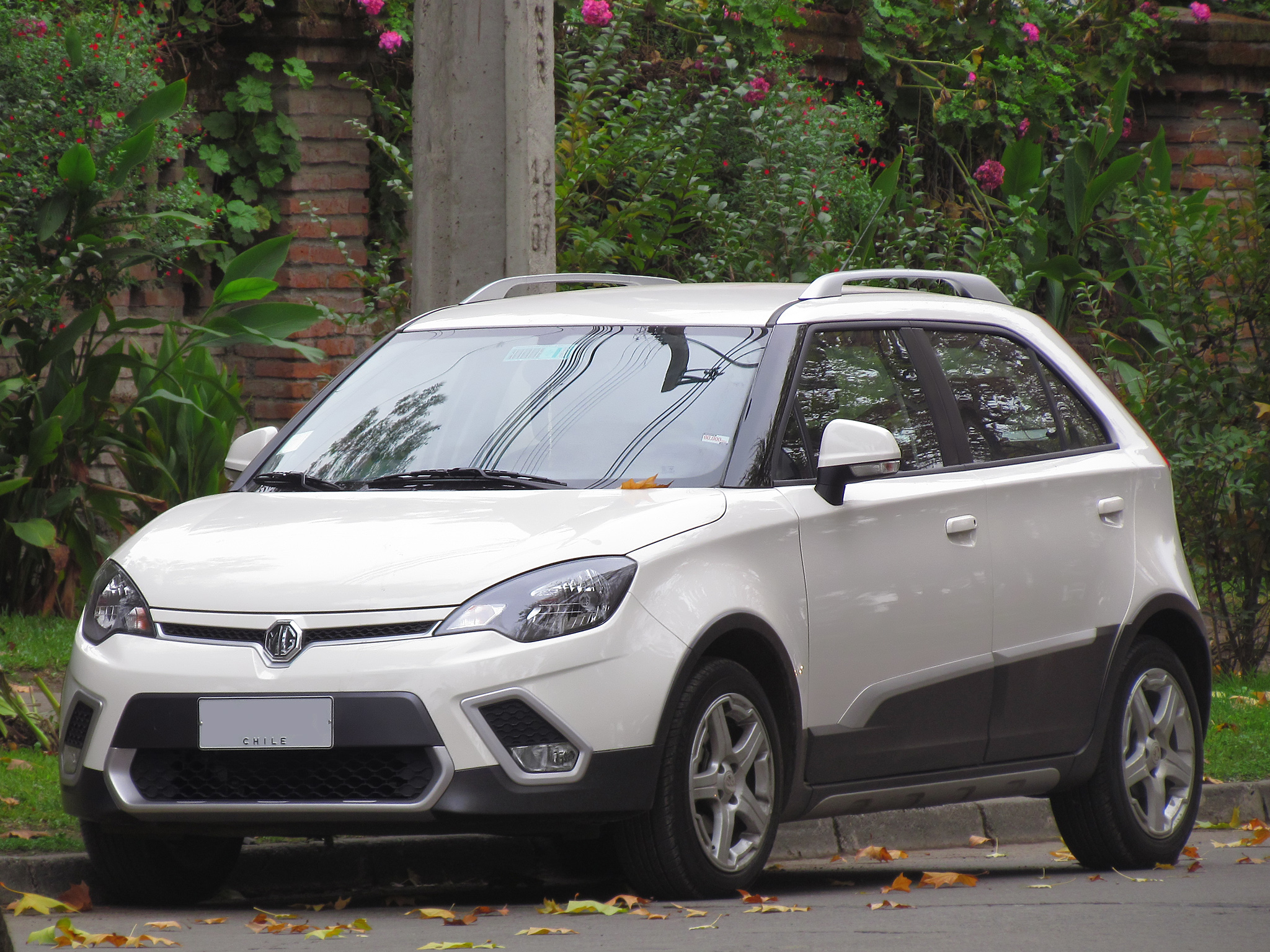
MG 3 Xross

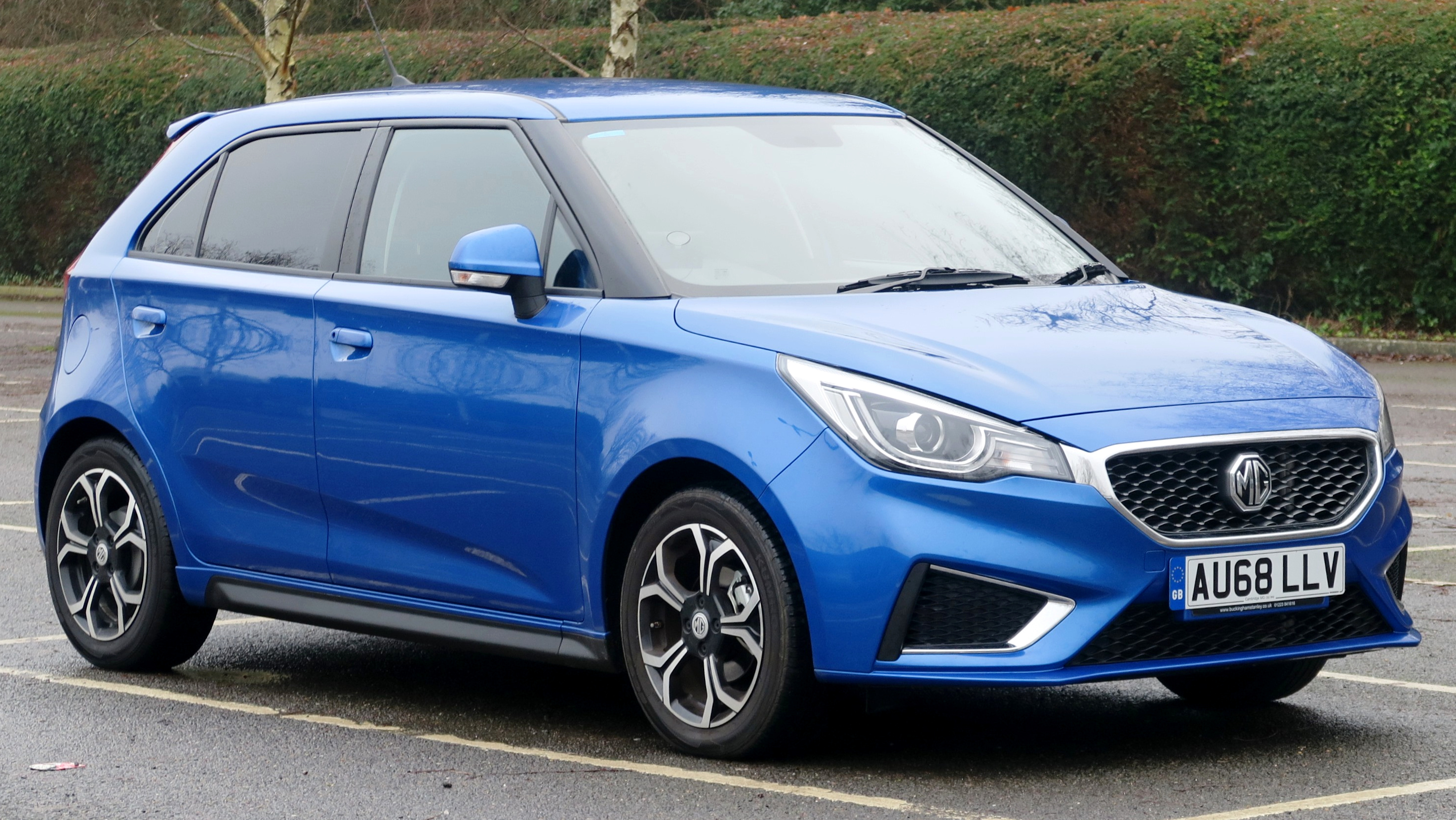
MG 3 (фейсліфт)

Новий MG3 було представлено в 2010 році на автосалоні в Пекіні у вигляді концепт-кара MG Zero. Автомобіль поступив в продаж в Китаї навесні 2011 року. Лінійка двигунів буде включати в себе бензинові двигуни: 1.3-літровий потужністю 67 к.с. (50 кВт), 1.5-літровий 107 к.с. (80 кВт) і 1,5-літровий Turbo 165 к.с. (123 кВт). Однак, влітку 2011 року 1,3 літра варіант, здавалося, зникли з асортименту, і турбо ще не дебютує в 2012 році. Двигуни доступні на старті (березень 2011 р.) склала наддуву 1.3 і 1.5 VTi, з 65 кВт (87 к.с.) і 80 кВт (107 к.с.) відповідно. Новий MG3 надійде в продаж у Великій Британії в 2012 році. Він буде виготовлятися на заводі Лонгбрідж в Бірмінгемі поряд з великим MG6.
Новий MG3 також доступний у виконанні кросовера (по аналогії з Rover Streetwise і MG3 SW), відомий як MG3 Xross.
Хоча MG3 і вважається бюджетним автомобілем, але він таким явно не виглядає. Екстер'єр хетчбека досить привабливий з відмінно збалансованим кузовом частково нагадує Dacia Sandero або ж більш поширені Ford Fiesta, Vauxhall Corsa, або Volkswagen Polo. Стандартні комплектуючі включають в себе: високо розташовані задні витягнуті ліхтарі, передні краплеподібні протитуманні фари і вигнуті передні стійки, запозичені у хетчбека MINI. Довга колісна база у поєднанні з короткими звісами надає автомобілю спортивного вигляду. Габарити МГ 3 рівні: довжина — 4016 мм, ширина — 1727 мм, висота — 1519 мм, колісна база — 2520 мм. Автомобіль комплектується 15-дюймовими колесами.

### Двигуни
- 1.3 L 13S4C VTi Tech I4
- 1.5 L 15S4C VTi Tech I4
- 1.5 L 15S4C VTi Tech I4 (Таїланд)

## Третє покоління (з 2024)

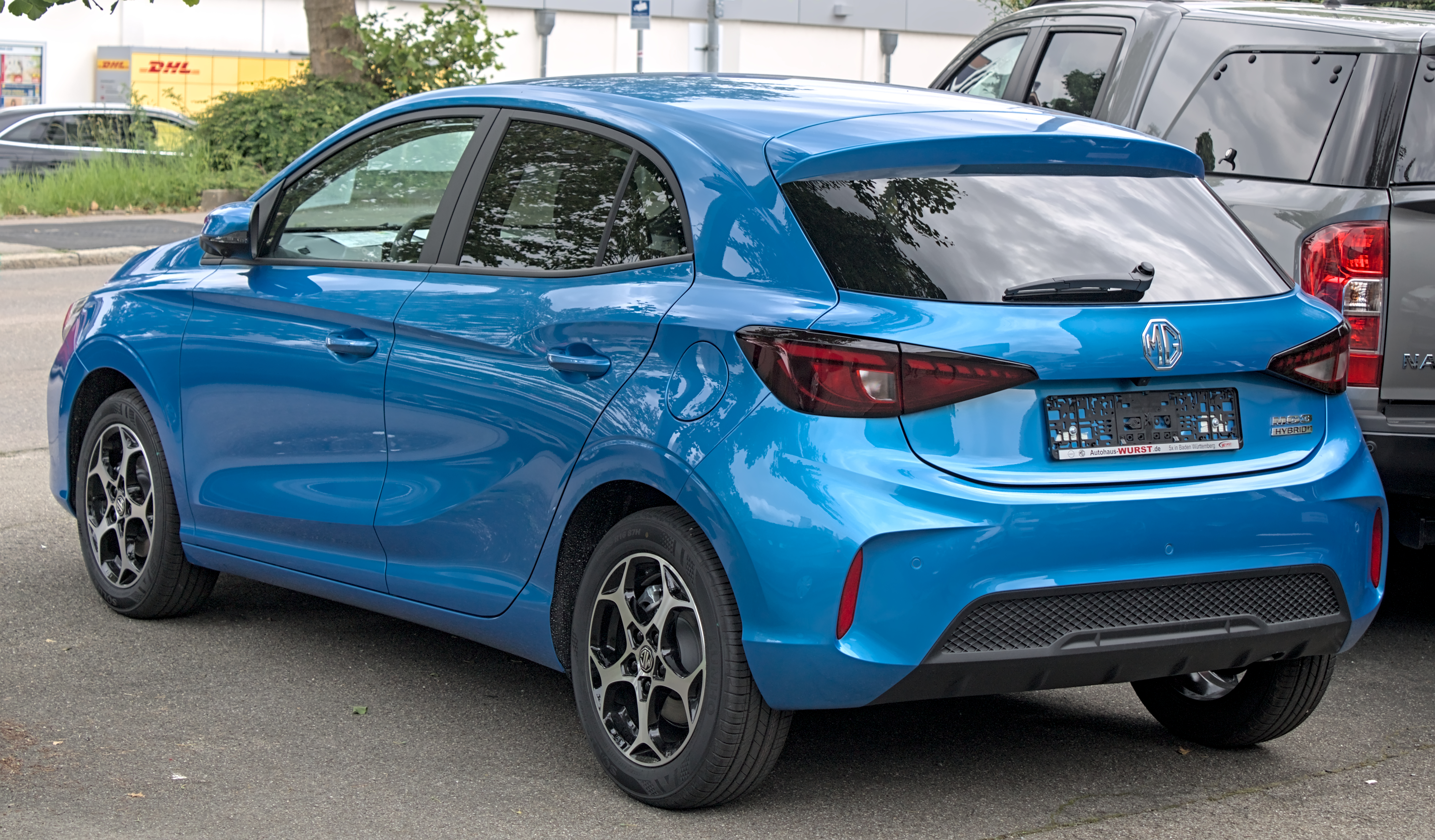

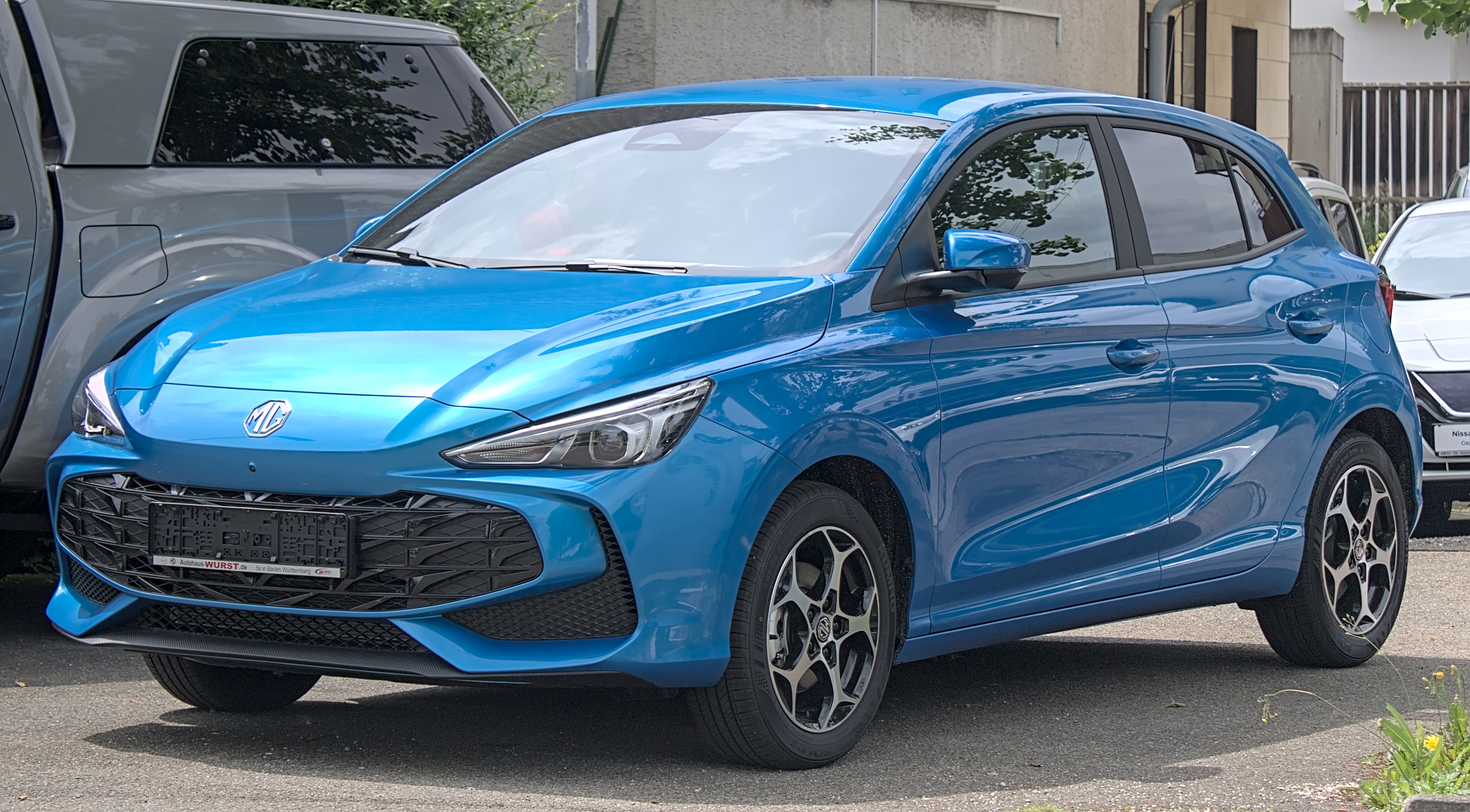

Третє покоління MG 3 було анонсовано в січні 2024 року. Світова прем'єра відбулася 26 лютого на Женевському автосалоні. Вихід на ринок відбувся у травні 2024 року. Відтепер серіал також продаватиметься в Європі за межами Великої Британії. Конкуруючі моделі включають Renault Clio, Toyota Yaris і Honda Jazz.
Спочатку MG 3 доступний лише як повний гібрид у трьох лініях обладнання. 1,5-літровий бензиновий двигун потужністю 102 к.с. поєднується з електродвигуном потужністю 136 к.с. Потужність системи становить 194 к.с. Маленький автомобіль має 4,11 метра в довжину, 1,80 метра в ширину і 1,50 метра у висоту. Споряджена маса гібридної версії становить 1285 кг. Ця версія повинна розганятися до 100 км/год за вісім секунд, а MG визначає максимальну швидкість 170 км/год.

### Двигуни
- 1.5 L I4 107 к.с.
- 1.5 L I4 (hybrid) 194 к.с.